# Mimosa brevipetiolata
Mimosa brevipetiolata är en ärtväxtart som beskrevs av Arturo Erhardo Erardo Burkart. Mimosa brevipetiolata ingår i släktet mimosor, och familjen ärtväxter. IUCN kategoriserar arten globalt som nära hotad. Inga underarter finns listade i Catalogue of Life.